# إد كرولي
إد كرولي (بالإنجليزية: Ed Crowley) هو لاعب كرة قدم أمريكية أمريكي، ولد في 20 أغسطس 1906 في واتكينسفيل في الولايات المتحدة، وتوفي في 14 أبريل 1970 في برمنغهام في الولايات المتحدة.

## وصلات خارجية
- إد كرولي على موقعبيزبول رفرنس.كوم (الدوري الرئيسي) (الإنجليزية)